# Браун, Дастин (хоккеист)
Дастин Джеймс Браун (англ. Dustin James Brown; род. 4 ноября 1984 года, Итака, штат Нью-Йорк, США) — американский хоккеист, проведший всю карьеру в НХЛ в составе «Лос-Анджелес Кингз», двукратный обладатель Кубка Стэнли (2012 и 2014). Призёр Олимпийских игр 2010 года и чемпионата мира 2004 года в составе сборной США.

## Биография
На драфте НХЛ 2003 года Дастин Браун был выбран под общим 13-м номером клубом «Лос-Анджелес Кингз». Первую игру в НХЛ провёл 9 октября 2003 года против «Детройт Ред Уингз».
Сезон 2004/05 провёл в фарм-клубе «Лос-Анджелес Кингз» «Манчестер Монаркс», выступающем в Американской хоккейной лиге. В сезоне 2005/06 закрепился в основной команде. В следующем сезоне стал одним из самых активных игроков в команде. Звездным сезоном для Брауна стал сезон 2007/08, в котором он стал лучшим бомбардиром команды с 33 шайбами.
26 октября 2007 года Браун подписал с «Лос-Анджелес Кингз» 6-летний контракт на сумму 19 миллионов долларов. Браун связан договором с «Кингз» до конца сезона 2013/14.
На Чемпионате мира 2008 года получил негативные отзывы за то, что травмировал финского форварда Юсси Йокинена, применив к нему силовой приём в голову.
8 октября 2008 года назначен капитаном «Лос-Анджелес Кингз». Браун, которому на момент назначения было 23 года, является самым молодым капитаном в истории команды, а также первым капитаном «Кингз», родившимся на территории США.
14 января 2010 года в матче против «Анахайм Дакс» забил свой 100-й гол в НХЛ.

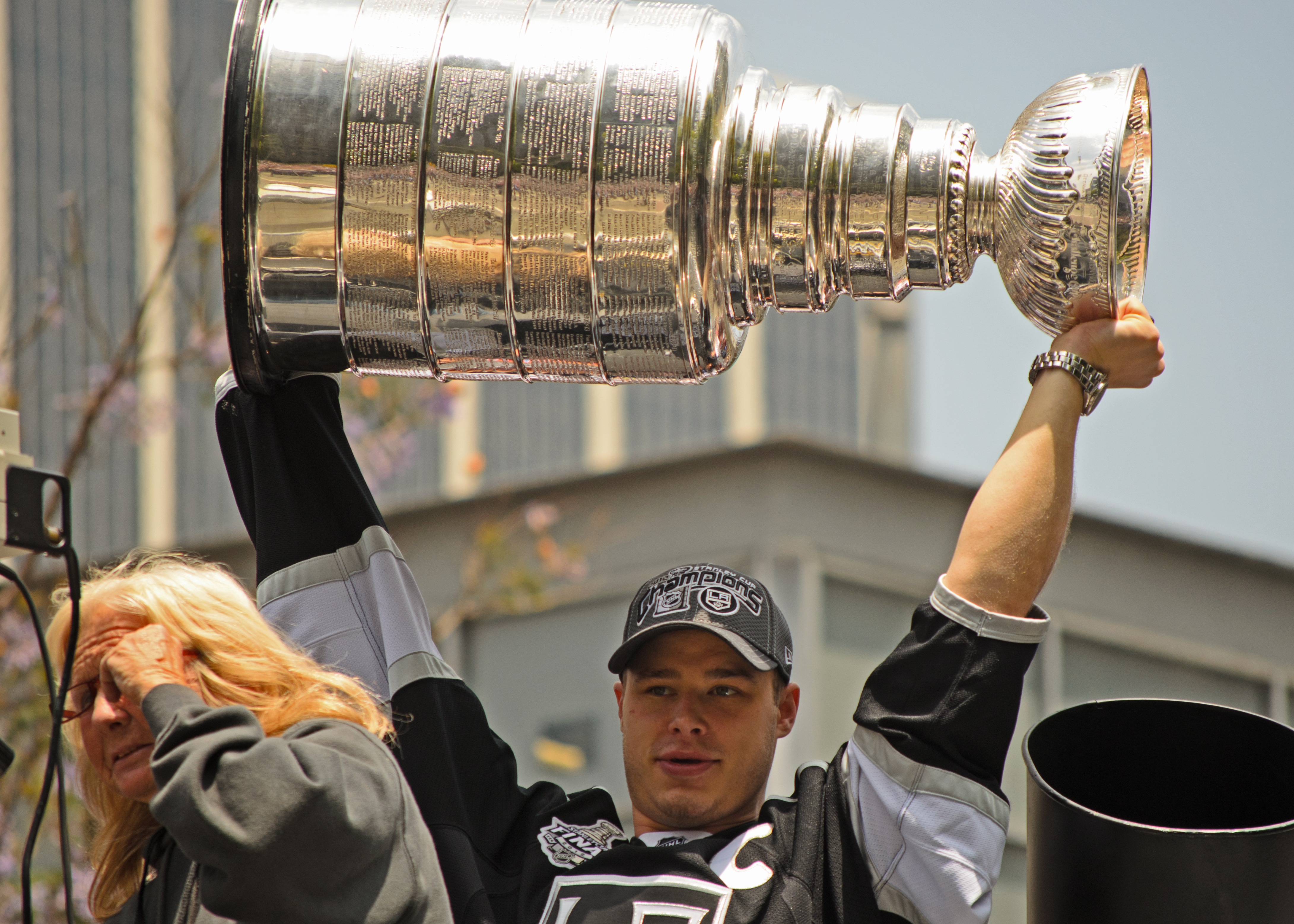
Браун с Кубком Стэнли в июне 2012 года

В 2012 году Браун привёл «Лос-Анджелес Кингз» к их первому чемпионству в Кубке Стэнли. Он стал вторым капитаном американцем команды из США, завоевавшим Кубок Стэнли, а «Кингз» — второй командой из Калифорнии, выигравшей Кубок. В первый раз с 2007 года команда завоевала Кубок Стэнли на своём льду. С 8 голами и 12 передачами в 20 играх Дастин Браун вместе с Анже Копитаром стал лучшим бомбардиром плей-офф.
В сезоне 2013/14 «Лос-Анджелес» повторил успех двухлетней давности, выиграв второй Кубок Стэнли. Браун забил победный гол в овертайме второго матча финала против «Нью-Йорк Рейнджерс». После второй победы подписал 8-летний контракт с «королями» на $ 47 млн.
В следующем сезоне «Кингз» стали первой командой с 2007 года, не попавшей в плей-офф после победы в Кубке Стэнли. Дастин же стал худшим в команде по показателю полезности (−17). В сезоне 2015/16 «Лос-Анджелес» смог вернуться в плей-офф, но вылетел в первом же раунде, уступив в 5 матчах «Сан-Хосе Шаркс». После неудачного сезона Браун был лишен капитанской повязки — новым капитаном был назначен Анже Копитар. Таким образом, Дастин капитанил 8 лет — дольше, чем кто-либо до этого в истории клуба.
В сезоне 2016/17 Браун набрал 36 очков, впервые с сезона 2011/12, но этого оказалось недостаточно для выхода «Кингз» в плей-офф. В сезоне 2017/18 вернулся в первое звено к Анже Копитару и набрал 30 очков раньше, чем за половину сезона. Свой 1000-й матч в составе «Лос-Анджелес Кингз» провел 22 декабря 2017 года в домашнем матче против «Колорадо Эвеланш». Был признан первой звездой, забросив победную шайбу в овертайме.
5 апреля 2018 года забросил 4 шайбы, включая победную в овертайме, в ворота команды «Миннесота Уайлд».
По ходу сезона 2021/22 вошёл в топ-70 по сыгранным матчам в истории НХЛ. 28 апреля 2022 года заявил о завершении карьеры после сезона 2021/22. Был назначен капитаном «Кингз» в последнем матче регулярного сезона. В плей-офф «Кингз» выбыли в первом раунде, последнюю игру Браун сыграл 14 мая.

## Личная жизнь
Женат на Николь Браун. Воспитывает троих сыновей и дочь: Джейкоб Остин (6 февраля 2008), Мейсон Коул (23 февраля 2009), Купер Эллис (10 апреля 2011) и Маккензи (26 сентября 2013).

## Достижения

### Командные
- Обладатель Кубка Стэнли: 2012, 2014

### Личные
- Лучший игрок-ученик CHL: 2003
- Бобби Смит Трофи: 2003
- Участник матча всех звёзд НХЛ: 2009
- Обладатель Приза за благотворительность: 2011
- Обладатель Приза Марка Мессье: 2014

### Международные соревнования

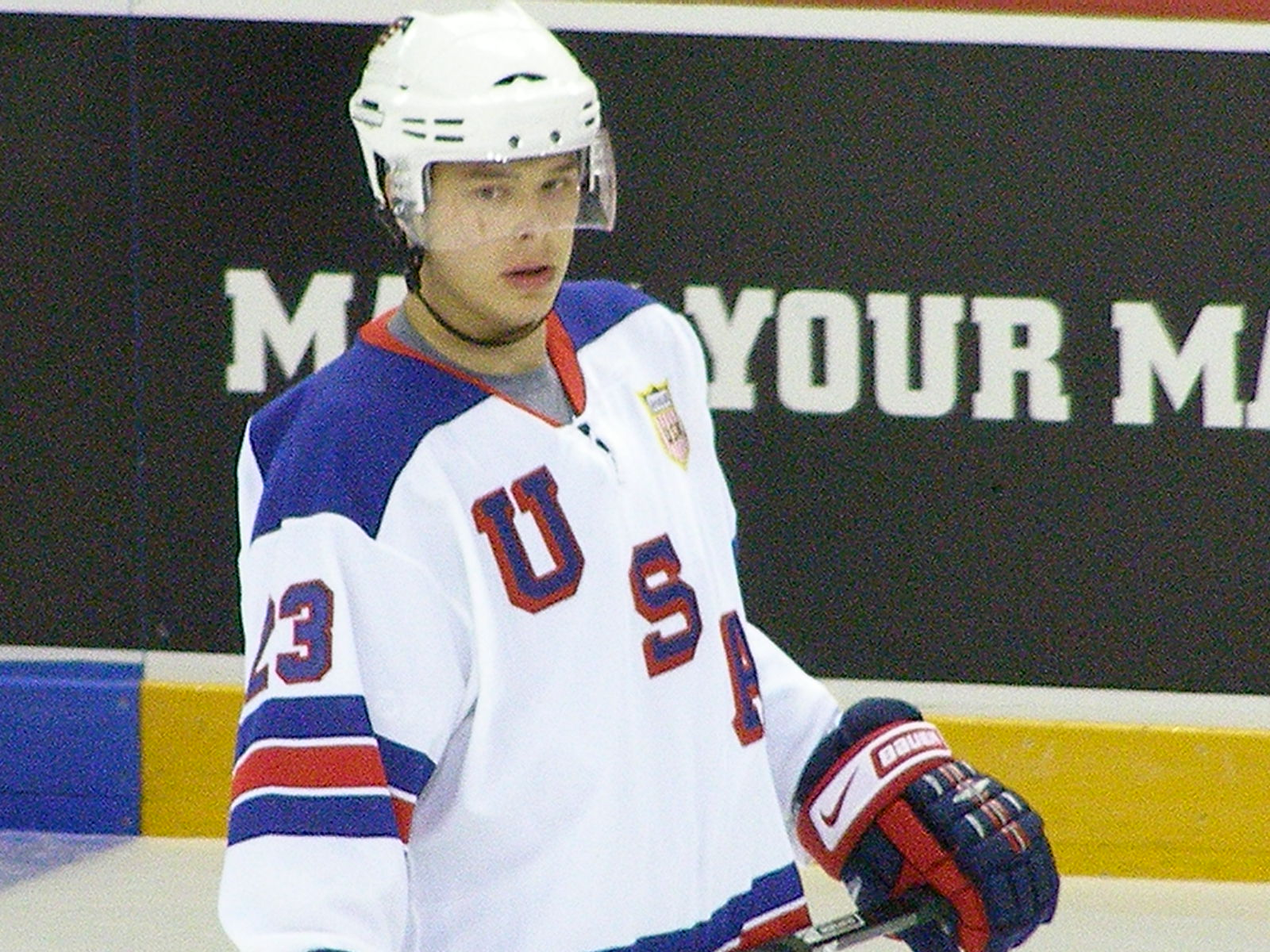
Браун в составе сборной США на чемпионате мира 2008 года

## Статистика
| Легенда | Легенда                    | Легенда | Легенда                   | Легенда | Легенда    |
| ------- | -------------------------- | ------- | ------------------------- | ------- | ---------- |
| И       | Количество проведённых игр | Штр     | Штрафное время            | +/−     | Плюс-минус |
| Г       | Голы                       | П       | Голевые передачи          | О       | Очки       |
| -       | Статистика неизвестна      | —       | Статистика не учитывалась |         |            |